# نعناع دغيلي
نعناع دغيلي (الاسم العلمي:Mentha dumetorum) هو نوع هجين من النباتات يتبع جنس النعناع من الفصيلة الشفوية.